# Okhtyrka
Okhtyrka (ukrainsk: Охтирка}; IPA: ɔ̤ʔ.tjir.kə; russisk: Ахтырка) er en Helteby i Ukraine beliggende i Sumy oblast. Okhtyrka har siden 1975 fungeret som administrativt centrum for Okhtyrka rajon. Den er regnet som en By af regional betydning og hører ikke til rajonen.
Okhtyrka erberømt for sine ryttersoldater, husarer og kosakker. Den var også engang et regionalt hovedsæde for Sloboda Ukraine og den Ukrainske SSR. Siden opdagelsen af olie og gas i 1961 er Okhtyrka blevet "Ukraines oliehovedstad". Den er hjemsted for Okhtyrka flyvebase og historiske og religiøse seværdigheder.
Byen havde i 2021 en befolkning på omkring 47.216 mennesker.

## Invasionen i 2022
Der har været sammenstød i Okhtyrka mellem de Ukraines væbnede styrker og det invaderende Ruslands militær i byen siden 24. februar 2022.  Den 28. februar brugte russiske styrker brugt en vakuumbombe på byen.

## Geografi og klima
Den ligger i den sydlige del af Sumy-regionen i midten af en trekant skabt af de regionale centre - Sumy, Kharkiv og Poltava. Byen er beliggende på venstre bred af floden Vorskla.
Landsbyerne Velyke Osero (274 indbyggere), Saluschany (28 indbyggere), Prystan (7 indbyggere) og Kosyatyn (6 indbyggere) hører til Okhtyrka byadministration, som er udpeget til en særskilt underafdeling af Sumy oblast.

## Galleri
- Sankt Michaelkirken i Okhtyrka
- Historisk præstebolig
- Okhtyrka grundskole
- Historisk kraftværk
- Okhtyrka Kulturpalads
- Sankt Georgesgkirken
- Myronosyc'ka Kirken
- Historisk handeslhus
- Tidligere gymnasium
- Fødselskirken
- Bymuseum
- Handelsgade i Okhtyrka
- Folkets hus (Narodnyj Budynok)
- Gammelrt palæ
- Hanelshus Okhtyrka